# Kurkowe Bractwo Strzeleckie w Pniewach
Kurkowe Bractwo Strzeleckie w Pniewach – założona 1698 r. w Pniewach organizacja kurkowa. Siedziba bractwa mieści się przy ulicy Wronieckiej 14 w Pniewach.

## Historia bractwa

### Okres I Rzeczypospolitej
Kurkowe Bractwo Strzeleckie w Pniewach zostało powołane do życia dnia 1 czerwca 1698 roku na mocy przywileju Króla Augusta II Mocnego.  Powstało za wstawiennictwem ówczesnego pana na Pniewach kasztelana Ludwika Szołdreskiego.
Późniejszy właściciel Pniew kasztelan Wojciech Rydzyński w 1722 roku przywilej ten potwierdził i poszerzył.

### Czas zaborów
Pod koniec XVIII w., gdy w wyniku rozbiorów miasto zostało włączone do Prus, panujący wówczas władcy pruscy każdorazowo potwierdzali przywilej nadany Bractwu przez Króla Augusta II Mocnego. Wprowadzali jednak swoje zmiany m.in. strzelanie w imieniu cesarza, akceptację imprez strzeleckich przez administrację pruską.
Z zachowanej kroniki Brackiej z lat 1882-1907 wynika, że Bractwo w swych szeregach zrzeszało w większości Polaków. Stosunki między braćmi Polakami i Niemcami układały się poprawnie.  Inną postawę prezentowała administracja pruska. Przygotowana na dni 7 i 8 sierpnia 1898 roku uroczysta rocznica 200-lecia Bractwa nie doszła do skutku. Zaborca na dwa dnie przed terminem zakazał jej organizacji.
Dawna strzelnica bracka mieściła się przy ul. Strzeleckiej w Pniewach na gruntach baron von Massenbach.
W 1904 roku zrodziła się inicjatywa budowy własnego obiektu strzeleckiego, trzy lata później uzyskano teren i wystąpiono o pozwolenie na budowę. W 1914 roku dokonano otwarcia i poświęcenia wybudowanego z własnych środków kompleksu składającego się z kasyna-restauracji, sali widowiskowej, kręgielni, pokoju bilardowego i strzałowni. Wybudowano również tor strzelecki na 18 stanowisk z bunkrem dla tarczowych i wewnętrzną linią telefoniczną. W parku brackim znajdowała się muszla koncertowa.

### Lata międzywojenne
W latach międzywojennych Bractwo Kurkowe w Pniewach spełniało ważną funkcję społeczną, kulturalną i obyczajową, odgrywając istotną rolę w życiu miasta. Z inicjatywy Towarzystwa Przemysłowców, z którego wielu było członkami Bractwa, zorganizowano w Pniewach w dniach 26-29 czerwca 1927 roku, Ogólnopolską Wystawę Przemysłowo-Rolniczą na terenie strzelnicy brackiej. Wielu członków bractwa zasiadało we władzach miasta. Stanowili oni większą część Rady Miasta i Zarządu Miasta.

### II wojna światowa i okres powojenny
Wybuch II wojny światowej spowodował ustanie działalności Bractwa. W obiektach przy ul. Wronieckiej w Pniewach okupant zlokalizował zakład produkujący galanterię dla wermachtu.  Po zakończeniu działań wojennych Bractwo Strzeleckie natychmiast wznowiło działalność. Bracia rzemieślnicy gremialnie i nieodpłatnie przystąpili do prac remontowych na strzelnicy i jej budynkach, przywracając im dawny wygląd i świetność.
Pod koniec 1948 roku na mocy dekretów władzy ludowej przystąpiono do likwidacji Kurkowe Bractwa Strzeleckiego w Pniewach. Członkom Bractwa zakazano działalności statutowej pod groźbą więzienia. Bezpowrotnie przepadły dobra brackie zgromadzone w obiekcie, a więc broń, pamiątki i insygnia królewskie. Szczęśliwie ocalał tylko sztandar bracki, który akurat znajdował się w kościele pw. św. Wawrzyńca w Pniewach i był tam przechowywany przez kolejnych proboszczów w ścisłej tajemnicy.
W kolejnych latach obiekty brackie mieściły koszary radzieckich wojsk łącznościowych oraz magazyny płodów rolnych i nawozów Spółdzielni Ogrodniczo-Pszczelarskiej z Nowego Tomyśla.

### Czasy współczesne

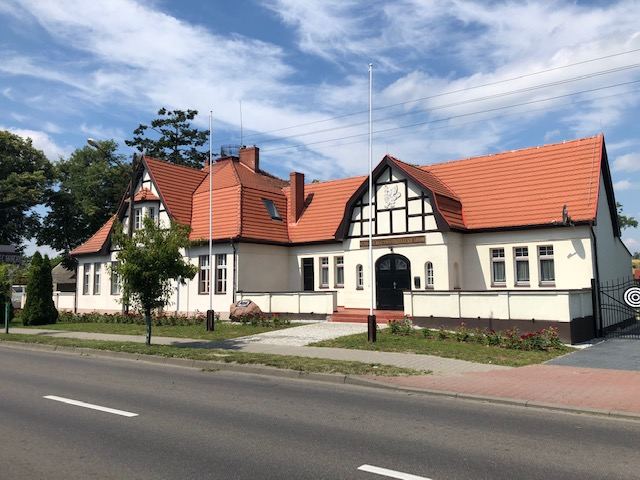
Siedziba Kurkowego Bractwa Strzeleckiego w Pniewach

Inicjatywę reaktywowana bractwa podjęto w czerwcu 1991 roku, zawiązując komitet organizacyjny. Ustalono listę żyjących braci seniorów, zaczęto zbierać dokumenty i pamiątki z czasów świetności.  W dniu 26 czerwca 1994 roku odbyło się pierwsze oficjalne zebranie członków reaktywowanego Bractwa. Starszym Bractwa został Brat Jan Ozorkiewicz. 6 września 1994 r. odbyło się pierwsze po reaktywowaniu strzelanie o godność Króla Kurkowego, został nim brat Michał Ozorkiewicz. Równolegle rozpoczęto starania o zwrócenie majątku bractwa mieszczącego się na ul. Wronieckiej w Pniewach. Starania te zakończyły się sukcesem. Odzyskany majątek wrócił do prawowitych właścicieli, jego stan był niestety opłakany. Strzeleckie Bractwo Kurkowe w Pniewach własnymi środkami wyremontowało obiekt.